# Глушков, Дмитрий Иванович
Дми́трий Ива́нович Глушко́в (псевдоним — Дмитрий Олерон; 3 сентября 1884, Париж —10 сентября 1918, Иркутск) — русский поэт и переводчик.

## Биография
Родился 3 сентября 1884 года в Париже. В 1908 году осуждён к 4 годам каторги и пожизненному поселению в Сибири. В 1914 году был выслан в село Тутура Верхоленского уезда Иркутской губернии, где сблизился с Валерианом Куйбышевым. Выпускал рукописный журнал «Елань». В 1916 году получил временное разрешение на проживание в Иркутске. Переводил Вергилия, Верлена, Гомера, Мюссе, Овидия, Плавта и других. Печатался в журнале «Багульник», газетах «Наша деревня», «Сибирь» и других. После смерти были изданы несколько сборников. 
Скончался 10 сентября 1918 года в Иркутске. Похоронен на Иерусалимском кладбище в Иркутске.